# SN 2005hm
SN 2005hm – supernowa typu Ib odkryta 15 września 2005 roku w galaktyce A213900-0101. W momencie odkrycia miała maksymalną jasność 20,60m.